# Atletismo nos Jogos Olímpicos de Verão da Juventude de 2010 - Arremesso de peso masculino
As provas do arremesso de peso masculino do atletismo nos Jogos Olímpicos de Verão da Juventude de 2010 foram realizadas nos dias 18 (qualificatória) e 22 de agosto (finais), no Estádio Bishan, em Cingapura. 16 atletas estavam inscritos neste evento.

## Medalhistas
| Ouro   | POL Krzysztof Brzozowski |
| Prata  | NZL Jackson Gill         |
| Bronze | GER Dennis Lewke         |

## Qualificatória
| Pos. | Nome                    | País              | 1     | 2     | 3     | 4     | Resultado | Notas | Final |
| ---- | ----------------------- | ----------------- | ----- | ----- | ----- | ----- | --------- | ----- | ----- |
| 1    | Krzystof Brzozowski     | POL Polônia       | 22.50 | 22.21 | 22.30 | –     | 22.50     |       | A     |
| 2    | Jackson Gill            | NZL Nova Zelândia | 20.78 | 21.73 | x     | –     | 21.73     |       | A     |
| 3    | Damien Birkinhead       | AUS Austrália     | x     | 20.89 | x     | –     | 20.89     |       | A     |
| 4    | Frans Schutte           | RSA África do Sul | x     | 20.24 | x     | x     | 20.24     |       | A     |
| 5    | Dennis Lewke            | GER Alemanha      | 20.04 | 20.23 | x     | –     | 20.23     |       | A     |
| 6    | Li Meng                 | CHN China         | 19.81 | 19.85 | 20.18 | –     | 20.18     |       | A     |
| 7    | Arttu Kangas            | FIN Finlândia     | 19.93 | x     | 19.89 | –     | 19.93     |       | A     |
| 8    | José Ballivián          | CHI Chile         | 19.60 | 19.05 | 18.56 | 18.59 | 19.60     |       | A     |
| 9    | Mantas Jusis            | LTU Lituânia      | 18.46 | x     | x     | x     | 18.46     |       | B     |
| 10   | Dimitrios Senikidis     | GRE Grécia        | 17.96 | 18.43 | 18.35 | x     | 18.43     |       | B     |
| 11   | Ashinia Miller          | JAM Jamaica       | x     | 18.30 | x     | x     | 18.30     |       | B     |
| 12   | Ifeanyi Augustine Nwoye | NGR Nigéria       | 16.84 | 17.80 | 18.02 | 17.76 | 18.02     |       | B     |
| 13   | Dmytro Ostrovskyy       | UKR Ucrânia       | 16.84 | 17.54 | x     | 17.71 | 17.71     |       | B     |
| 14   | Oscar Vestlund          | SWE Suécia        | 17.56 | x     | 17.68 | x     | 17.68     |       | B     |
| 15   | Alejandro Noguera       | ESP Espanha       | 17.38 | x     | x     | –     | 17.38     |       | B     |
| 16   | Panyawut Bumroong       | THA Tailândia     | 15.28 | 16.40 | 16.28 | 16.30 | 16.40     |       | B     |

## Finais

### Final B
| Pos. | Nome                    | País          | 1     | 2     | 3     | 4     | Resultado | Notas |
| ---- | ----------------------- | ------------- | ----- | ----- | ----- | ----- | --------- | ----- |
| 1    | Mantas Jusis            | LTU Lituânia  | 18.61 | x     | 18.96 | 18.89 | 18.96     |       |
| 2    | Oscar Vestlund          | SWE Suécia    | 17.30 | 18.93 | x     | 17.81 | 18.93     |       |
| 3    | Dimitrios Senikidis     | GRE Grécia    | 18.18 | 18.47 | 17.97 | 18.50 | 18.50     |       |
| 4    | Alejandro Noguera       | ESP Espanha   | 17.89 | x     | 18.40 | x     | 18.40     |       |
| 5    | Ifeanyi Augustine Nwoye | NGR Nigéria   | 17.74 | 18.08 | 18.22 | x     | 18.22     |       |
| 6    | Ashinia Miller          | JAM Jamaica   | 17.15 | 17.63 | 17.76 | x     | 17.76     |       |
| 7    | Dmytro Ostrovskyy       | UKR Ucrânia   | 17.31 | 17.47 | x     | x     | 17.47     |       |
| 8    | Panyawut Bumroong       | THA Tailândia | 16.03 | 16.04 | x     | x     | 16.04     |       |

### Final A
| Pos.              | Nome                | País              | 1     | 2     | 3     | 4     | Resultado | Notas     |
| ----------------- | ------------------- | ----------------- | ----- | ----- | ----- | ----- | --------- | --------- |
| Medalha de ouro   | Krzystof Brzozowski | POL Polônia       | 23.23 | 22.75 | 23.02 | 23.14 | 23.23     |           |
| Medalha de prata  | Jackson Gill        | NZL Nova Zelândia | 21.50 | 22.60 | x     | 22.56 | 22.60     |           |
| Medalha de bronze | Dennis Lewke        | GER Alemanha      | 21.21 | 21.22 | 21.21 | 21.00 | 21.22     |           |
| 4                 | Damien Birkinhead   | AUS Austrália     | 20.55 | x     | 20.13 | 19.22 | 20.55     |           |
| 5                 | Arttu Kangas        | FIN Finlândia     | 19.67 | 19.83 | 20.45 | x     | 20.45     |           |
| 6                 | José Ballivián      | CHI Chile         | 20.36 | x     | 19.23 | x     | 20.36     |           |
| 7                 | Li Meng             | CHN China         | 20.25 | x     | x     | x     | 20.25     |           |
|                   | Frans Schutte       | RSA África do Sul | x     | x     | x     | x     |           | Sem marca |